# Corasmia (satrapía)

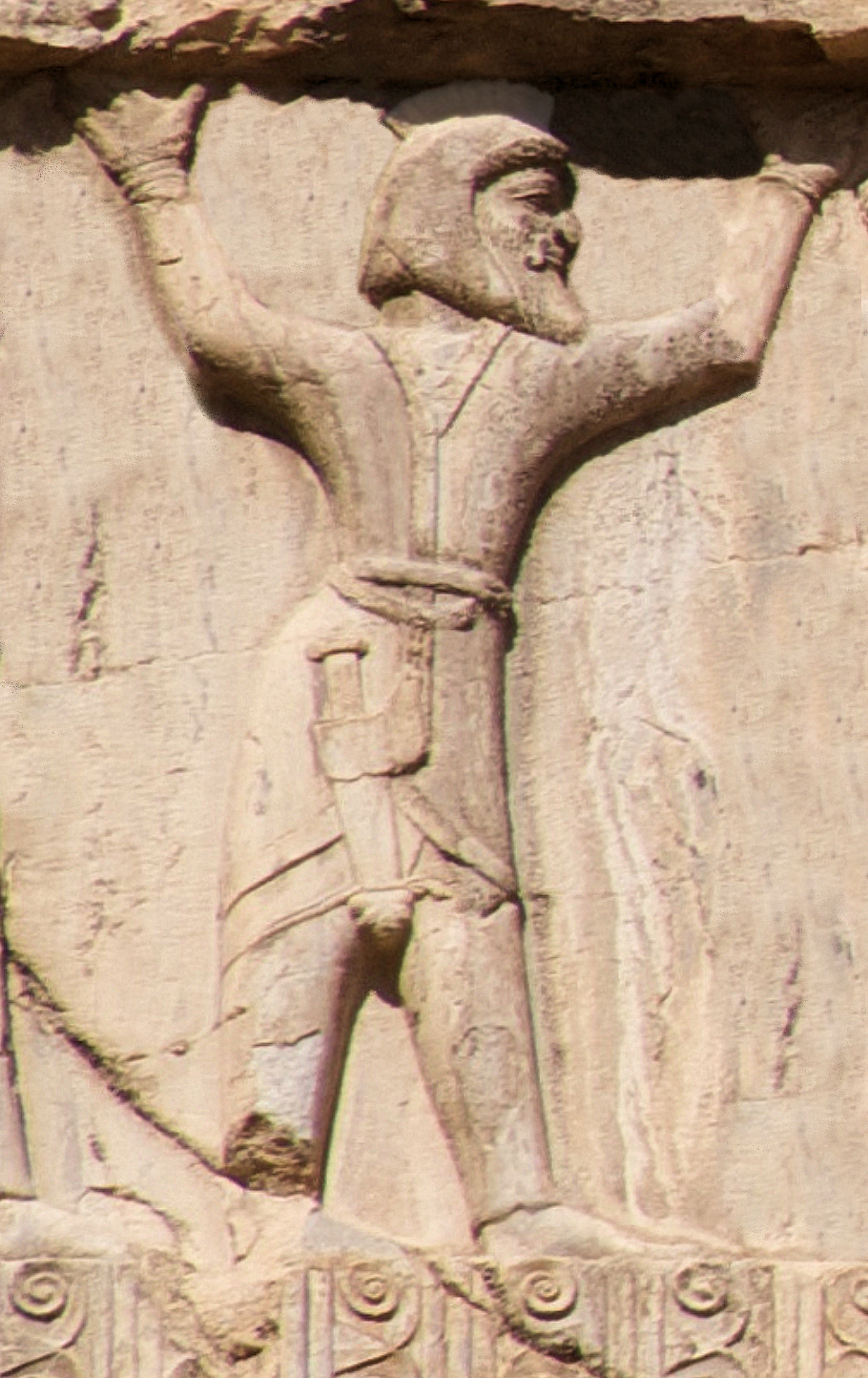
Soldado corasmio en un relieve de la tumba de Jerjes I, c. 470 a. C.

Corasmia (en antiguo persa Uvârazmiya) fue una satrapía del Imperio aqueménida en Asia Central. Corasmia fue conquistada por los persas antes del 522 a. C. y  parece haber sido gobernado conjuntamente con Partia. 
Existe un sitio yacimiento arqueológico en Kalaly-gyr, actual Kazajistán, en una área rectangular de 1,000 x 600 m rodeado por un muro defensivo de 15 m de grosor, donde se ha encontrado un palacio de estilo aqueménida inacabado, sugiriendo que los persas abandonaron el territorio a comienzos del siglo IV. En tiempos del rey persa Darío III, era ya un reino independiente. Su rey, Farasmanes concluyó un tratado de paz con Alejandro Magno en el invierno de 327/328.